# Histoire d'Ittenheim
 (novembre 2023).
La mise en forme du texte ne suit pas les recommandations de Wikipédia : il faut le « wikifier ».
Les points d'amélioration suivants sont les cas les plus fréquents. Le détail des points à revoir est peut-être précisé sur la page de discussion.
- Les titres sont pré-formatés par le logiciel. Ils ne sont ni en capitales, ni en gras.
- Le texte ne doit pas être écrit en capitales (les noms de famille non plus), ni en gras, ni en italique, ni en « petit »…
- Le gras n'est utilisé que pour surligner le titre de l'article dans l'introduction, une seule fois.
- L'italique est rarement utilisé : mots en langue étrangère, titres d'œuvres, noms de bateaux, etc.
- Les citations ne sont pas en italique mais en corps de texte normal. Elles sont entourées par des guillemets français : « et ».
- Les listes à puces sont à éviter, des paragraphes rédigés étant largement préférés. Les tableaux sont à réserver à la présentation de données structurées (résultats, etc.).
- Les appels de note de bas de page (petits chiffres en exposant, introduits par l'outil «  Source ») sont à placer entre la fin de phrase et le point final[comme ça].
- Les liens internes (vers d'autres articles de Wikipédia) sont à choisir avec parcimonie. Créez des liens vers des articles approfondissant le sujet. Les termes génériques sans rapport avec le sujet sont à éviter, ainsi que les répétitions de liens vers un même terme.
- Les liens externes sont à placer uniquement dans une section « Liens externes », à la fin de l'article. Ces liens sont à choisir avec parcimonie suivant les règles définies. Si un lien sert de source à l'article, son insertion dans le texte est à faire par les notes de bas de page.
- La présentation des références doit suivre les conventions bibliographiques. Il est recommandé d'utiliser les modèles {{Ouvrage}}, {{Chapitre}}, {{Article}}, {{Lien web}} et/ou {{Bibliographie}}. Le mode d'édition visuel peut mettre en forme automatiquement les références.
- Insérer une infobox (cadre d'informations à droite) n'est pas obligatoire pour parachever la mise en page.

Pour une aide détaillée, merci de consulter Aide:Wikification.
Si vous pensez que ces points ont été résolus, vous pouvez retirer ce bandeau et améliorer la mise en forme d'un autre article.
Ittenheim est une commune du Bas-Rhin, située sur le plateau du Kochersberg. Son Histoire s'inscrit dans le cadre de l'Histoire de l'Alsace.

## Préhistoire
Au paléolithique, il y a 40 000 ans, le territoire d'Ittenheim était parcouru par des troupeaux de grands herbivores tels que mammouths, chevaux et bisons,.
Diverses fouilles archéologiques ont révélé la présence d'habitat, poteries et restes humains appartenant à la culture rubanée (5500 à 4700 av. J.-C.), s'étendant au nord et à l'est du village actuel. Un habitat de la Culture de Grossgartach (environ 4700 av. J.-C.) a également été fouillé, comprenant une demi-douzaine de structures. Enfin, des éléments datant du groupe épiroessenien (4300 av. J.-C.) ont été mis au jour.
Les travaux archéologiques ont également révélé un fond de cabane du début de l'âge du bronze, et des structures datant de l'âge du fer, appartenant à la période de Hallstatt C et de La Tène finale .

## Antiquité

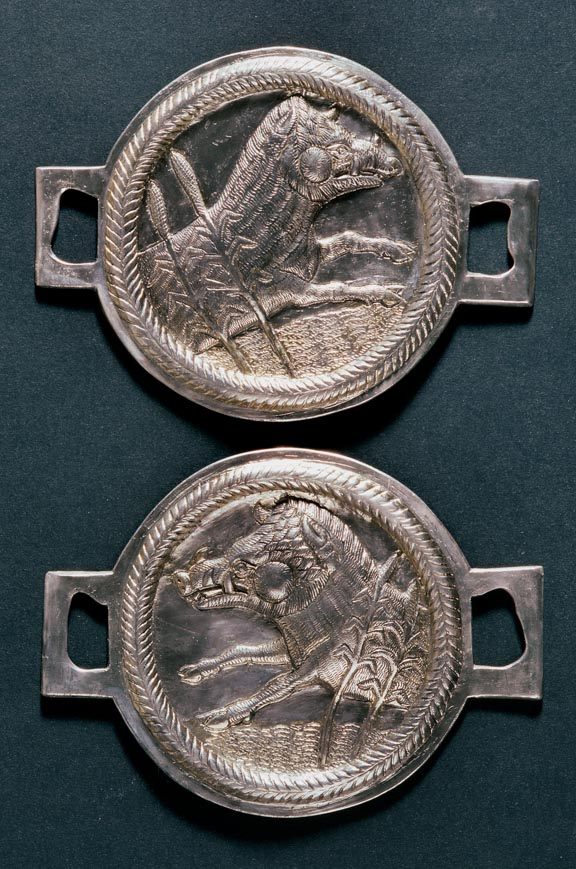
Phalères d'argent aux sangliers provenant du « trésor d'Ittenheim » ; Musée archéologique de Strasbourg

Au Ier siècle av. J.-C., Ittenheim se situe sur le territoire occupé par le peuple celte des Médiomatriques, Après la Bataille de l'Ochsenfeld, la région passe sous domination romaine, et les Triboques puis les Alamans viennent s'installer dans la région.
Plusieurs découvertes archéologiques attestent d'une occupation romaine du Ier au IVe siècle, notamment le « trésor d'Ittenheim » composé d'une patène, de phalères de bronze et d'argent, et d'un étendard.
En 357 a lieu sur le territoire d'Ittenheim et dans les environs, la bataille d'Argentoratum (ou bataille du Kochersberg) lors de laquelle l'armée romaine défait les Alamans,.
Des fouilles archéologiques ont révélé la présence d'une nécropole du bas-empire (350-450 après J.-C.) au nord du village, comprenant 23 sépultures. Ces tombes étaient garnies d'offrandes, principalement bijoux, vaisselle en céramique et en verre, et nourriture (porc, volaille).

## Moyen-âge
Deux sarcophages en grès ont été découverts près de la RN4, datant de l'ère mérovingienne.
Le nom du village, orthographié « Eudinhaine » apparait pour la première fois en 742 dans le manuscrit Traditiones Wizenburgenses. L'origine de ce nom est inconnue, mais pour Marcel Thomann , il viendrait de la racine germanique Euthu(z) qui signifie le petit, l'enfant, le descendant. En se basant sur la toponymie des villages du Kochersberg, il émet l'hypothèse que cette région serait un « district équestre », destiné à l'élevage de chevaux à l'époque mérovingienne. Ittenheim serait donc une « puériculture chevaline ».
Lors du Moyen-âge, les habitants de Ittenheim sont réduits à l'état de serfs, comme l'attestent plusieurs actes de vente et donation,,.
En 1507, la famille noble Beger de Geispolsheim vend le village à la ville de Strasbourg.

## Époque moderne
La  Réforme protestante arrive à Ittenheim dans les années 1530.
La guerre de Trente Ans ravagea une bonne partie du Saint-Empire, et Ittenheim ne fut pas épargnée. En 1634, les habitants adressent une supplique au magistrat de Strasbourg pour obtenir des céréales afin de soulager leur misère. À plusieurs reprises, les villageois doivent se réfugier à Strasbourg. Le 9 février 1635, la commission de l'Hôpital de Strasbourg suggère que les habitants d'Ittenheim nettoyent les ordures dans les rues de la ville.
Bien que le traité de Ryswick donne possession de Strasbourg à la France en 1697, Ittenheim et les autres bailliages ruraux de Strasbourg sont sous la « protection et sauvegarde du Roy » dès 1674.
Au XVIIIe siècle, la population se répartissait entre cultivateurs propriétaires, journaliers, et artisans. Les cultivateurs possédaient environ un tiers des terres du village, et étaient locataires du reste des terres, qui était propriété de communautés religieuses (chapitre Saint-Thomas..., 32% des terres), de communautés laïques (hôpitaux, orphelinats, 24% de terres), les ruraux artisans, et les bourgeois de Strasbourg.
En 1740, le village comporte 119 foyers, dont cinq ne sont pas bourgeois. Un lopin de terre, le Bettelacker, était loué à un particulier en échange de quoi il s'engageait à héberger les mendiants des environs.

## Révolution et Empire
La révolution supprime les droits féodaux tels que les redevances foncières (Dinghof), même si seulement 13% des terres à Ittenheim en étaient redevables. Les cultivateurs ont également bénéficié de la vente des biens nationaux.

## XIXesiècle
Le 10 mai 1871 est signé le traité de Francfort, la majeure partie de l'Alsace est annexée à l'empire allemand.

## XXesiècle

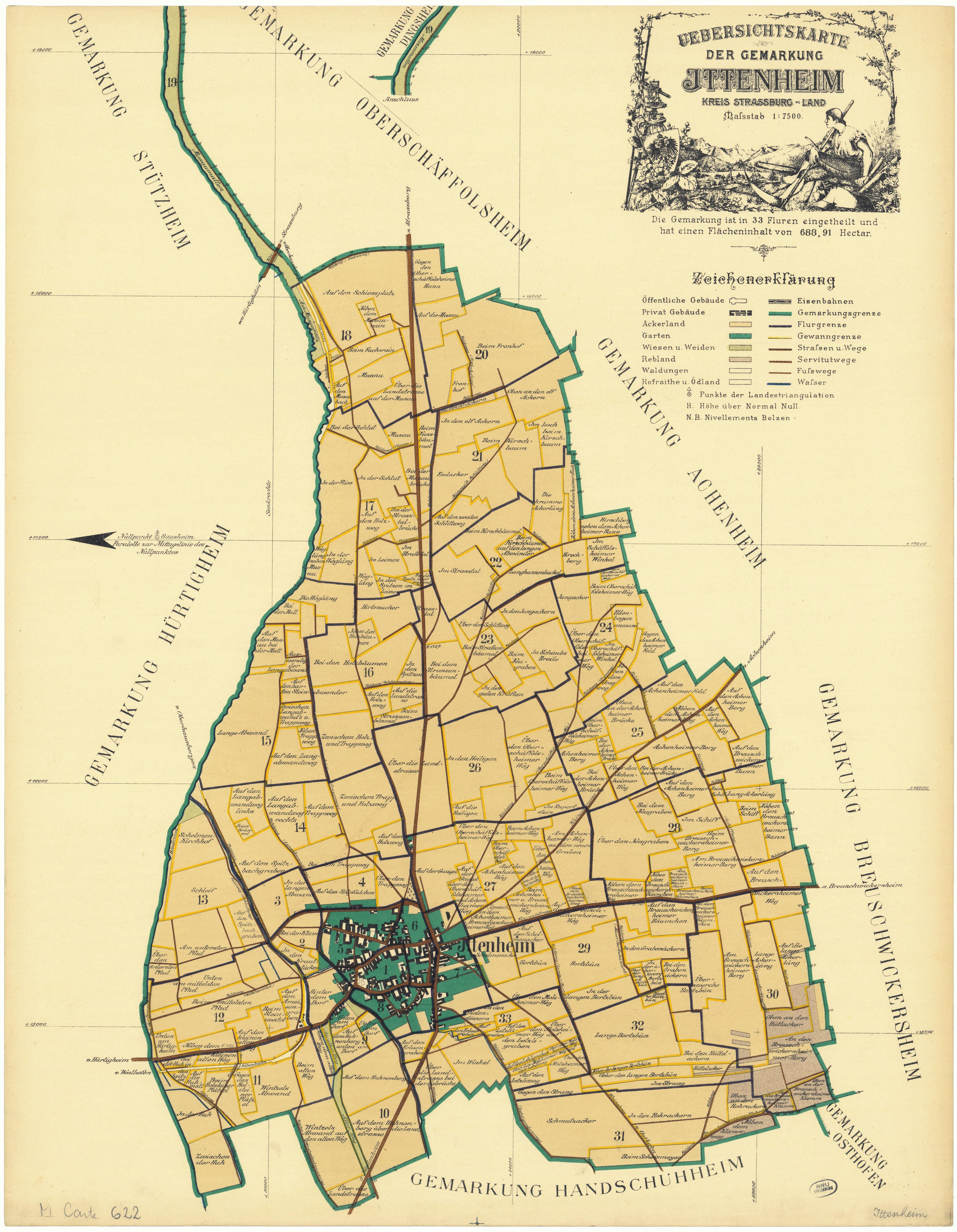
Plan de Ittenheim, vers 1900

L'électricité arrive au village en 1906, et l'eau courante en 1935.
À la fin de la Première guerre mondiale, l'Alsace redevient française.